# Galáxia Anã de Horologium I
A Galáxia Anã de Horologium I é uma galáxia satélite da Via Láctea e faz parte do Grupo Local, foi descoberta no ano de 2015, através dos dados obtidos pelo The Dark Energy Survey. Encontra-se na constelação de Horologium, localizada a 100 kpc da Terra. É classificada como uma provável galáxia anã esferoidal (dSph) o que significa que ela tem uma forma aproximadamente arredondada.